# Cargo eclesiástico
O título eclesiástico, também designado cargo eclesiástico, é a classificação dos membros do clero, pelo cargo que exercem ou por reconhecimento, sejam eles diáconos, presbíteros ou bispos.
Esses já não sendo mais utilizados por grande maioria das doutrinas

## Títulos para o grau depresbítero
- Monsenhor (Existem três categorias de monsenhores: Protonotários Apostólicos, Prelado de Honra de Sua Santidade, Capelão de Sua Santidade)
- Abade
- Cônego
- Vigário-geral Vigário Judicial, Vigário Episcopal.
- Frade

## Títulos para o grau debispo
- Cardeal (Existem três categorias de cardeais: os cardeal-bispo, cardeal-presbítero e cardeal-diácono.)
- Arcebispo
- Núncio Apostólico
- Patriarca
- Camerlengo
- Decano
- Bispo-emérito